# واهان تر-قوندیان
واهان تر-قوندیان (ارمنی: Վահան Տեր-Ղևոնդյան؛  زادهٔ ۱۲ اوت ۱۹۶۱) یک تاریخ‌نگار، دیپلمات و سیاستمدار اهل ارمنستان است .

## زندگی‌نامه
در ۱۲ اوت ۱۹۶۱ در ایروان به دنیا آمد و از دانشکده شرق‌شناسی دانشگاه دولتی ایروان (۱۹۸۳) و انستیتو تاریخ فرهنگستان ملی علوم ارمنستان (۱۹۸۶) فارغ‌التحصیل شد. آرام تر-قوندیان پدر وی می‌باشد. وی به زبان‌های زبان روسی، زبان انگلیسی، زبان فرانسوی، زبان اسپانیایی، زبان عربی و زبان ارمنی تسلط دارد. انستیتو تاریخ فرهنگستان ملی علوم ارمنستان، دانشگاه دولتی زبان‌ها و علوم اجتماعی بروسوف ایروان دانشکده علوم الهی گئورگیان، دانشگاه هایکازیان ماتناداران فعالیت کرده است.

## یادداشت
1. ↑  պատմական գիտությունների դոկտոր